# 出雲 (列車)
サンライズ出雲（サンライズいずも）は、東京駅 - 出雲市駅間を東海道本線・山陽本線・伯備線・山陰本線経由で運行する寝台特別急行列車。
なお、「サンライズ出雲」の母体となった列車で、主に東京 - 出雲市・浜田間を東海道本線・山陰本線経由で運行していた寝台特急「出雲」（いずも）、および首都圏と山陰地方を結んでいた優等列車についてもここで記述する。

## 概要
「サンライズ出雲」は、1998年7月に それまで14系客車（いわゆるブルートレイン）によって運転されていた寝台特急「出雲」2・3号を、新たに製造した285系電車に置き換える形で運転を開始した。「出雲2・3号」時代は全区間単独運転であったが、東京 - 岡山間は同じく寝台特急「瀬戸」から置き換えられた「サンライズ瀬戸」とともに併結運転されるようになった。
「サンライズ出雲」運行開始後も2006年3月17日（始発駅発車日）までは、東日本旅客鉄道（JR東日本）の車両で運行する「出雲」（旧1・4号。鳥取駅経由）がもう1系統として継続して運転されていたが、利用客が低迷し車両の老朽化も進んだため、同日をもって廃止された。鳥取県は廃止に対し、県庁所在地である鳥取駅から東京駅へ直通する列車の消滅を理由に最後まで反対した（ウィキニュースの記事も参照）。鳥取県内で寝台列車が停車するのは、唯一「サンライズ出雲」の米子駅のみとなっている。
また、東海道本線全線（支線を除く）にわたって運行される唯一の定期旅客列車でもある。
2016年3月21日（到着）をもって臨時寝台特急「カシオペア」が運行終了、翌22日（到着）をもって急行「はまなす」が最終運行 となったため、3月23日以降「サンライズ瀬戸」とともにJR線を走行する唯一、定期運行を行う寝台特急列車でかつ、夜行列車となった。
2015年3月ダイヤ改正前より日本語と英語の二か国語で車内自動放送が行われている。JR西日本の在来線特急列車としては本列車と「はるか」、「サンライズ瀬戸」、「サンダーバード」の一部でのみ行っており、寝台特急列車への導入はカシオペアに次いで二例目である。

### 列車名の由来
愛称は、島根県東部の旧国名である「出雲国（いずも/いづも のくに）」に由来する。2往復のうち1往復を285系電車で置き換えた際、イメージの刷新に加え、客車列車のまま存置されたもう1往復との区別の意味も含め、置き換えた列車に同形式の愛称である「サンライズエクスプレス」の一部を冠することとなった。

## 運行概況
伯備線を介して首都圏と岡山県・鳥取県西部・島根県東部を結んでおり、東京駅 - 出雲市駅間で約12時間をかけ毎日1往復運転されている。東京駅 - 岡山駅間は「サンライズ瀬戸」と併結運転される。
列車番号は区間により異なり、東京 - 岡山間は併結相手の「サンライズ瀬戸」に合わせて下りが5031M、上りが5032Mであるが、岡山 - 出雲市間は下りが4031M、上りが4032Mとなっている。

### 停車駅
東京駅 - 横浜駅 - 熱海駅 - 沼津駅 - 富士駅 - 静岡駅 -（浜松駅）-〔大阪駅〕-〔三ノ宮駅〕- 姫路駅 - 岡山駅 - 倉敷駅 - 備中高梁駅 - 新見駅 - 米子駅 - 安来駅 - 松江駅 - 宍道駅 - 出雲市駅
- （　）は下り列車のみ停車、〔　〕は上り列車のみ停車。

### 使用車両・編成
西日本旅客鉄道（JR西日本）の後藤総合車両所および東海旅客鉄道（JR東海）の大垣車両区所属の285系電車を使用している。7両編成で、客室は個室A寝台「シングルデラックス」、個室B寝台「サンライズツイン」「シングルツイン」「シングル」「ソロ」、普通車指定席「ノビノビ座席」で構成されている。また、3号車と10号車にはミニラウンジが設けられている。
東京駅 - 岡山駅間は「サンライズ出雲」と「サンライズ瀬戸」を併結して岡山駅で増解結を行うため、車両の運用は一巡するように組まれており、「サンライズ出雲」東京行き→「サンライズ瀬戸」高松行き→「サンライズ瀬戸」東京行き→「サンライズ出雲」出雲市行きの順に運用されている。この運用形態は1994年 - 1999年までの「さくら」、2005年 - 2009年までの「はやぶさ」「富士」で見られた。
3・4・10・11号車にはシャワー室があり、シャワーカードにより6分間利用することができる。このうち、4号車と11号車のシャワー室はA寝台利用客専用となっている。個室A寝台利用客は車掌から配布されるシャワーカードで利用できるが、個室B寝台・ノビノビ座席利用客は、3号車・10号車にある販売機でシャワーカードを購入する必要がある。

### 担当乗務員
運転士、車掌ともに東日本旅客鉄道（JR東日本）・東海旅客鉄道（JR東海）・西日本旅客鉄道（JR西日本）が自社区間のみを担当することから、会社境界である熱海駅・米原駅などで交代する。担当車掌の詳細は下記のとおり（JR東日本区間の上り列車とJR東海区間の上下列車は車掌1人乗務）。
- 東京駅 - 熱海駅：（JR東日本）東京車掌区
- 熱海駅 - 浜松駅：（JR東海）静岡運輸区（上り列車）、浜松運輸区（下り列車）
- 浜松駅 - 米原駅：（JR東海）名古屋運輸区
- 米原駅 - 姫路駅：（JR西日本）大阪車掌区
- 姫路駅 - 岡山駅：（JR西日本）岡山車掌区
- 岡山駅 - 出雲市駅：（JR西日本）米子車掌区

2015年3月14日改正前日発の下り列車まで車掌は、東京 - 出雲市間全区間をJR西日本の米子車掌区が担当していた。同区は前身の寝台特急出雲誕生時以来40年以上にわたり全区間の乗務を担当していた。2015年3月12日時点のJR線で車掌が会社境界を跨いでかつ長距離の越境乗務をしている列車は本列車（米原 - 東京間445.9 km）と「サンライズ瀬戸」（サンライズ出雲に同じ）、「トワイライトエクスプレス」（直江津 - 青森間578.6 km）の3列車のみであったが、本列車をもって国鉄時代から続いていた夜行列車の長距離越境乗務は消滅、900 km超に及ぶ通し乗務もまた消滅した。
この乗務区間の分割により、乗降の少ない区間や客扱いのない一部区間では車掌数の減員が行われている。前述の改正前までは岡山 - 東京間は3名（岡山車掌区1名、米子車掌区2名）で通し乗務していた。米子車掌区が越境乗務していた当時は車掌がシャワーカードとアメニティセットの販売も行っていたが、前者は自動券売機での販売へ移行、後者は販売を終了している。

### 臨時列車
予備編成を使用した「サンライズ出雲91号・92号」が、2014年12月28日より繁忙期を中心に運転されている。
下りは東京駅を定期列車より約30分遅く出発して出雲市駅に約3時間遅れて到着し、上りは出雲市駅を定期列車より約4時間早く出発して東京駅に約40分早く到着する。
- 2023年5月現在の停車駅[8]
東京駅 - 横浜駅 - 大阪駅 - 三ノ宮駅 - 姫路駅 - 岡山駅 - 倉敷駅 - 備中高梁駅 - 新見駅 - 米子駅 - 安来駅 - 松江駅 - 宍道駅 - 出雲市駅
  - 上下とも停車駅は同一。

また2018年9月21日に、「山陰デスティネーションキャンペーン」の一環として京都駅発出雲市駅行きの「サンライズ出雲93号」が運転された。京都始発のサンライズ出雲が設定されるのは初めて。
- 停車駅
京都駅 - 大阪駅 - 三ノ宮駅 - 姫路駅 - 米子駅 - 安来駅 - 松江駅 - 玉造温泉駅 - 宍道駅 - 出雲市駅

## 利用状況
下りは岡山駅で山陽新幹線「みずほ」（鹿児島中央行き）に乗り継ぐことで福岡県・佐賀県・熊本県・鹿児島県には午前中到着が可能であり、さらに小倉駅・九州新幹線停車駅での乗り換えにより、大分県・宮崎県・長崎県にも早くて午前中に到着可能である。上りも夕方に九州方面から逆ルートで九州・山陽新幹線「みずほ」（新大阪行き）を利用し姫路駅で乗り換えると、翌早朝には静岡 - 東京間に到着でき利便性が高い。平均乗車率は2008年時点で69%となっており、運行後期の乗車率が不振で廃止となった「銀河（2007年12月時点30 - 40%）」、「あさかぜ（後期20 - 30%程度）」、「はやぶさ・富士（2007年度平均約20%）」と比べ安定した乗車率を維持している。特に金曜日の平均乗車率は高く、2003年には86%だったのが、島根県の観光プロモーション等の影響により2012年には99%に達している。
2006年に廃止された「出雲」に代わる首都圏と鳥取県東部を結ぶ役割を担う列車として、「サンライズ瀬戸・出雲」の停車駅に上郡駅を追加し、同駅で特急「スーパーいなば91・92号（サンライズリレー号）」との接続が考慮された。東京 - 鳥取間の走行距離は「出雲」は743.9kmであったのに対し、「サンライズ瀬戸・出雲」と「スーパーいなば91・92号（サンライズリレー号）」との乗継ぎの場合は767.1kmと約20km長くなったが、「スーパーいなば」は高速運転が可能な智頭急行線を経由するため、逆に所要時間は約1時間短縮されていた。
しかし、2010年3月からは岡山駅で「スーパーいなば1・12号」と接続するダイヤに変更されたため、上郡駅は通過するダイヤに戻された。
いずれの接続でも特急券の乗り継ぎ料金制度や乗車制度の特例はない。また、岡山駅乗り換えの場合は、重複区間となる上郡 - 岡山間往復分を含めた乗車券を購入する必要がある。

## 首都圏対山陰地方優等列車概略

### 出雲

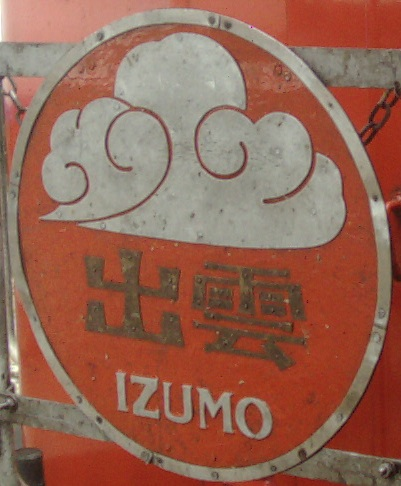
「出雲」ヘッドマーク

「出雲」は、1928年12月に大阪 - 浜田・米子間（福知山線・山陰本線経由）で運転していた準急列車（料金不要、戦後の快速列車に相当）がそのルーツで、1935年3月に急行列車に格上げして出雲今市駅（現・出雲市駅）から大社線に直通し、大阪 - 大社間を運転していた。
1943年には太平洋戦争の激化に伴い廃止されたが、1947年に準急として復活、1951年には再び急行に格上げして「いずも」の列車名が与えられ、編成の一部が大阪駅から東京 - 宇野間を運転する急行「せと」に併結されて東京駅まで直通した。また、大阪駅から浜田発着編成の連結も行われるようになったが、出雲市 - 浜田間は快速列車として運転していた。
1956年には「いずも」から漢字の「出雲」に改称の上、急行「せと」との併結を取りやめ、東京 - 大社間を単独運転するようになった。1961年10月から京都 - 福知山間を山陰本線経由に変更し、従来の京阪神と山陰地方を結ぶ列車の役割を捨て、東京と山陰地方を結ぶ列車としての性格を強めはじめ、1972年3月には特急列車化され東京 - 浜田間を運転していた。
1975年3月には、急行「銀河」を格上げして運行系統を整理し、東京 - 米子間で特急「いなば」の運転を開始したが、3年後の1978年10月には出雲市発着に変更のうえ「出雲」に統合し、この時から「出雲」は2往復体制で運転するようになった。
1998年7月からは、1往復に285系を投入して電車化を行い「サンライズ出雲」として伯備線経由で運行開始。残りの1往復は引き続き山陰本線経由で運転していたが、2006年3月に車両の老朽化や利用客の減少などの理由により「出雲」が廃止された。
2006年3月廃止時点では、停車駅・車両性能・経由線区の違いから、東京駅先発の「出雲」が後発の「サンライズ出雲」より後に終点の出雲市駅に到着する、つまり「出雲」は途中で「サンライズ出雲」に追い越されるというもので、上り列車の場合は先発の「出雲」が後発の「サンライズ出雲」より30分近く先に東京駅に到着していた。列車番号は、下りが3列車、上りが4列車であった。ただし、3月17日の最終列車のみ臨時列車扱いとしたため、下りは9003列車、上りは9004列車であった。ダイヤが乱れた場合、下り列車は京都 - 福知山間は福知山線経由での迂回運転していたこともあった。この時は綾部駅を経由せず、福知山以西で大幅に遅れて到着した。
「出雲」の廃止により東京駅を発着する単独運転の寝台特急列車、定期列車から食堂車オシ24形の運用、EF65形電気機関車の寝台特急の牽引が消滅した。

#### 停車駅
東京駅 - 横浜駅 - 沼津駅 - 静岡駅 - （浜松駅） - 京都駅 - 綾部駅 - 福知山駅 - 豊岡駅 - 城崎温泉駅 - 香住駅 - 浜坂駅 - 鳥取駅 - 倉吉駅 - 米子駅 - 安来駅 - 松江駅 - 宍道駅 - 出雲市駅
- （　）は下り列車のみ停車
- 浜松駅（上り）・名古屋駅・米原駅では運転停車を行っていた。
- 停車駅のうち、綾部駅・香住駅・浜坂駅については、電源車を含む12両編成の場合、10 - 11号車はホームに入らないため、ドアは開かなかった（ドアカット）。
- 下りの香住 - 出雲市間、上りの出雲市 - 鳥取間は立席特急券でB寝台を座席として利用できた。

#### 使用車両・編成
運転末期の客車は、JR東日本の尾久車両センター所属田町車両センター常駐の24系25形客車が使用され、電源車を含む9両編成で運転していた。なお、多客期は東京 - 米子間にて3両を増結していた。客車は個室A寝台「シングルデラックス」（この車両のみ金帯化はされていない）・開放式B寝台・「フリースペース」で組成されており、「フリースペース」については営業休止となった食堂車が使用されていた。
牽引機関車は、東京 - 京都間をJR東日本の田端運転所所属田町車両センター常駐のEF65形1000番台で、京都駅で機関車を付け替えを行い、京都 - 出雲市間はJR西日本の後藤総合車両所所属のDD51形であった。DD51形の車両基地が米子駅（後藤総合車両所）にあるため、上り列車（東京行き）は、米子駅でDD51形から別のDD51形への機関車付け替えを行った。

#### 使用車両の変遷
1972年3月に「出雲」が特急化された時は20系客車を使用し、東京 - 京都間がEF65形500番台、京都 - 浜田間は当時山陰本線の主力機関車だったDD54形が牽引していたが、DD54形の故障が続発し問題となったため、1974年度中にDD51形に変更された。
1975年に24系客車が投入されたものの、翌年1976年には24系25形化された。このとき初めて1人用個室A寝台も同時に連結を行なった。当時の「出雲」は国鉄有数の寝台券の入手が困難な人気列車として知られており、B寝台車が3段式の24系から2段式の24系25形への変更による定員減で、それがさらに強調される結果となった。1978年10月に「いなば」を米子 - 出雲市間延長により「出雲」2・3号に改称し、従来の「出雲」は「出雲」1・4号に変更された。
なお、1人用個室A寝台には1986年より「シングルデラックス(DX)」と命名され、JR分社化を経て1991年から2・3号にも連結された。
「出雲」2・3号には「いなば」以来の14系客車を引き続き使用した。なお、国鉄分割民営化直前の1986年11月に、品川運転所（現・東京総合車両センター田町センター）と宮原運転所（現・網干総合車両所宮原支所）から出雲運転区（現・JR西日本後藤総合車両所出雲支所）に「出雲」2・3号用として14系客車25両が転出している。
その後、1991年3月に「出雲」2・3号にB寝台個室は1人用B寝台個室「シングルツイン」、2人用B寝台個室「ツイン」を連結し、A寝台は開放式から1人用A寝台個室「シングルDX」へ変更した。なお、「シングルDX」は従来より連結していた「出雲」1・4号とは異なり、同時期に連結を開始した「あさかぜ」2・3号および「瀬戸」に準じた室内を持つ車両とした。また、「シングルツイン」、「ツイン」は「トワイライトエクスプレス」に準じた室内を持ち、従前のB寝台個室「ソロ」・「デュエット」とは異なる料金を必要とした。

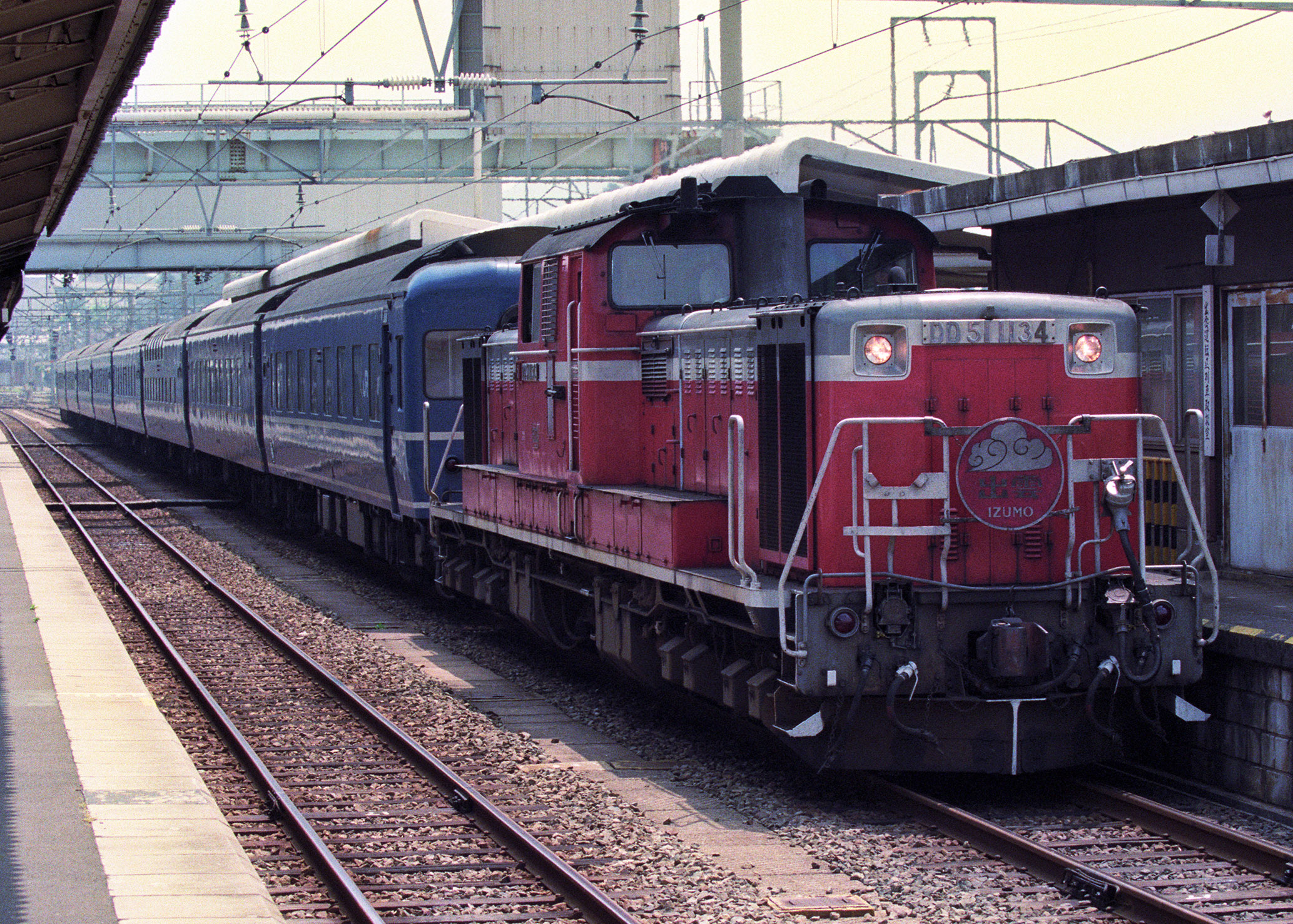
DD51 1134牽引14系客車の出雲2号 （1992年 出雲市駅）
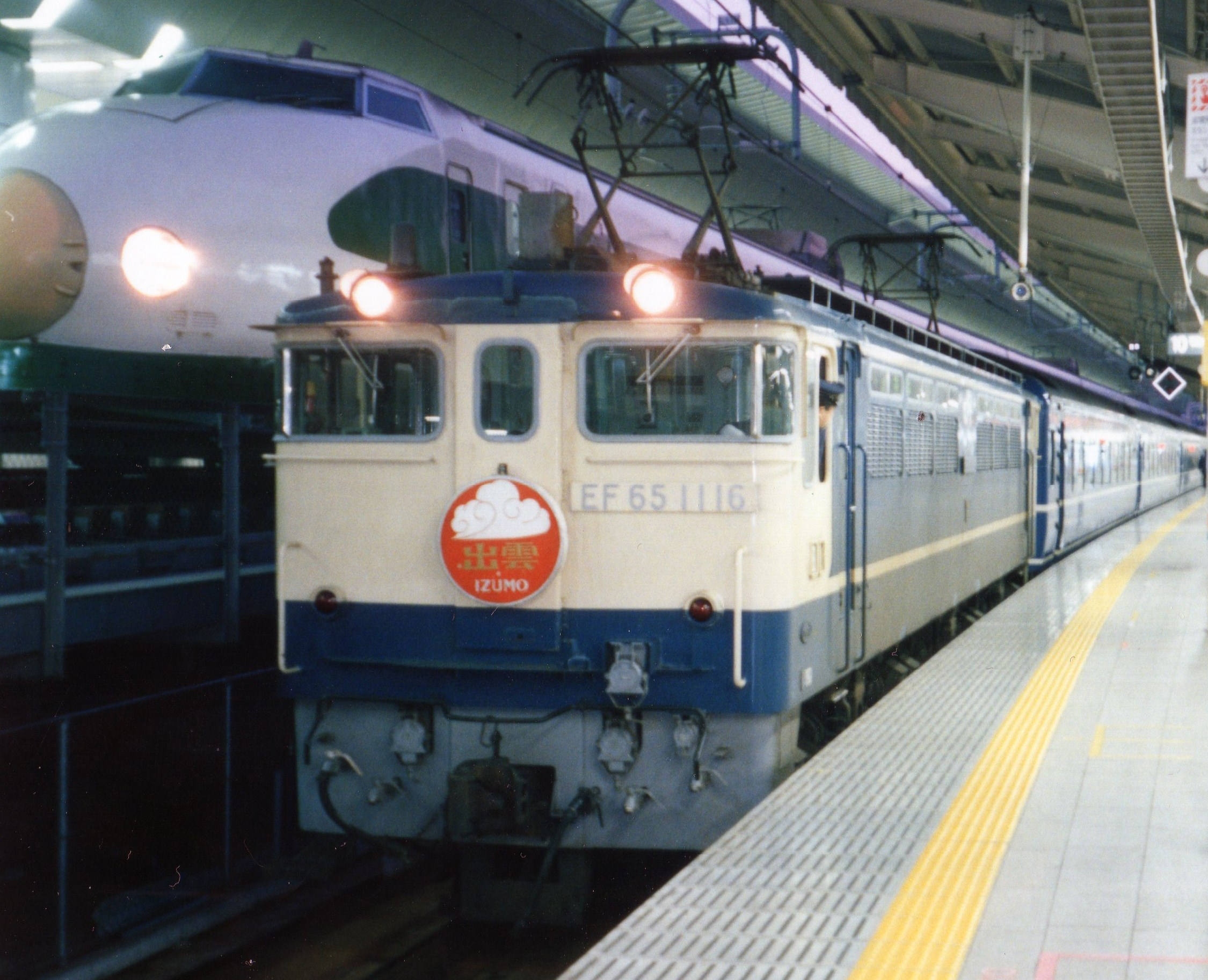
EF65形+14系客車の出雲2号 （1997年12月14日）
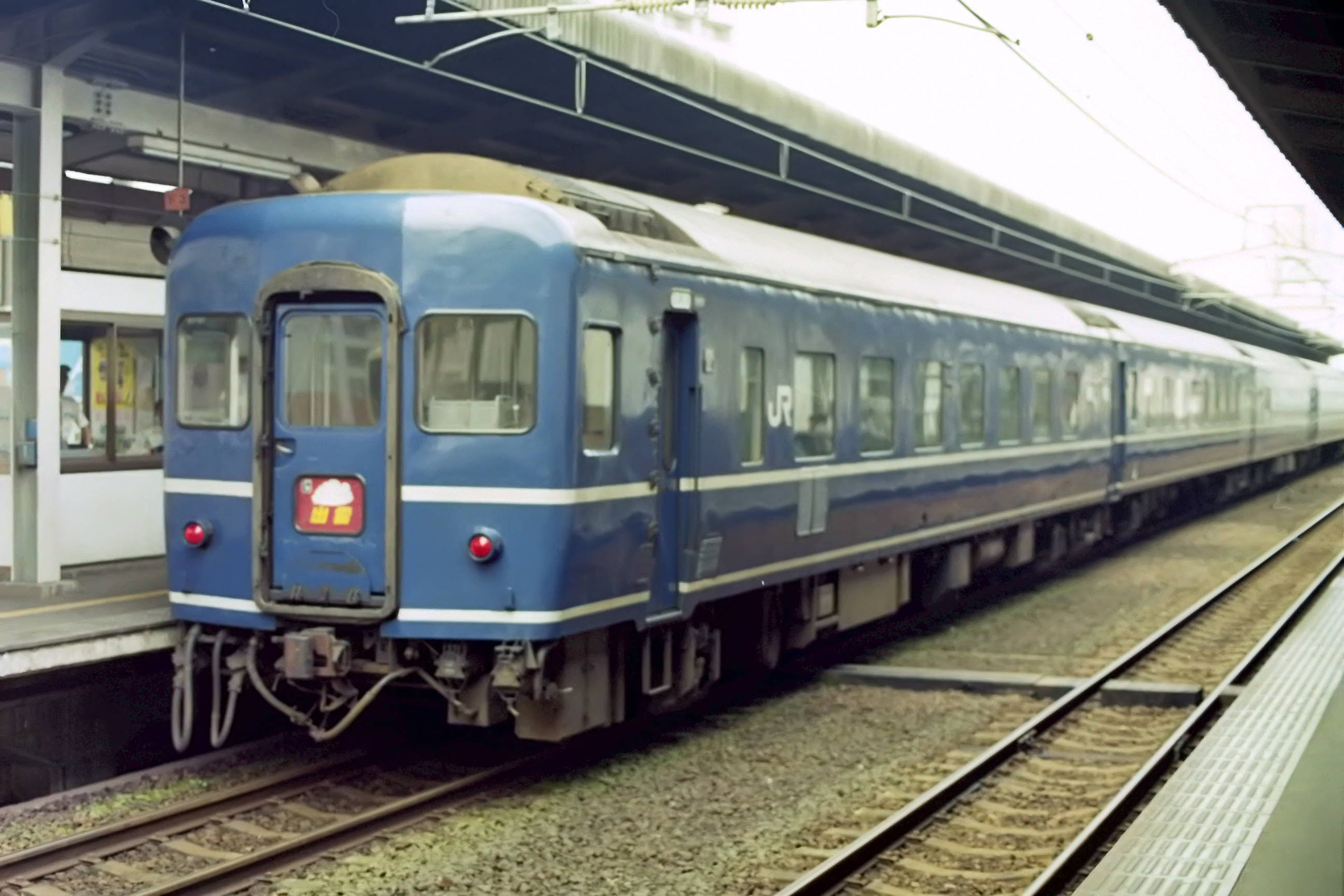
14系使用の出雲2号 （1996年8月13日）
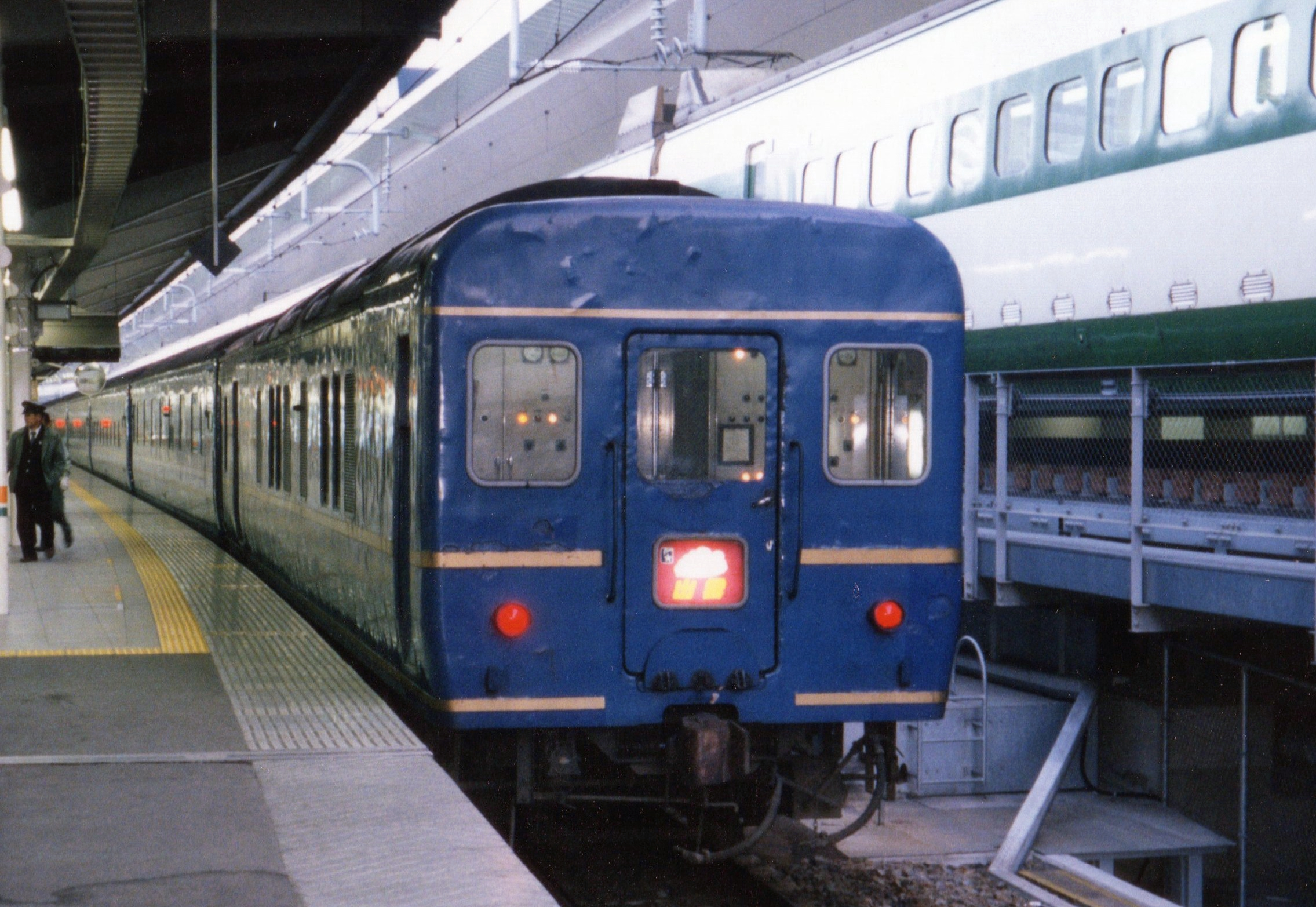
24系25形使用の出雲4号 （1997年12月14日）

##### 食堂車について
1935年に列車名のない急行列車として運転を開始した時には和食堂車を連結していたが、1978年1月に「あさかぜ」1・4号（いわゆる「博多あさかぜ」）の24系25形化に伴い、食堂車の運用を捻出するため、食堂車は浜田駅までの基本編成から出雲市駅までの付属編成へと変更された。この措置は共通運用の「富士」「はやぶさ」についても同様に行われた。
この当時、食堂車については増備を行わない方針であったため、運行時間が丸一日となる「富士」「はやぶさ」の食堂車を途中折り返しとすることで東京駅に戻る日を一日早めることができた。「出雲」は運行時間から言えば変更によるメリットはなかったが、「富士」「はやぶさ」との共通運用である側杖を被った格好であった。
また、「いなば」 → 「出雲」2・3号については、1975年の「いなば」運行当初より連結されていたものの、運行時間から営業を行っておらず、1984年の「紀伊」廃止に伴う「出雲」2・3号単独運転以降連結を廃止した。

#### 運用上の例外
なお、山陰本線の電化工事により「出雲」1号が伯備線経由で迂回運転時はDD51形が岡山 → 米子間を重連で牽引しており、米子 → 岡山間DD51形を重連で回送されていた。この迂回運転は下り1号のみであり、「出雲」4号は通常通り山陰本線経由で京都駅まで牽引し、その牽引してきたDD51形を所属基地の米子駅まで回送するため、「出雲」3号も京都 → 米子間を重連で牽引していた。

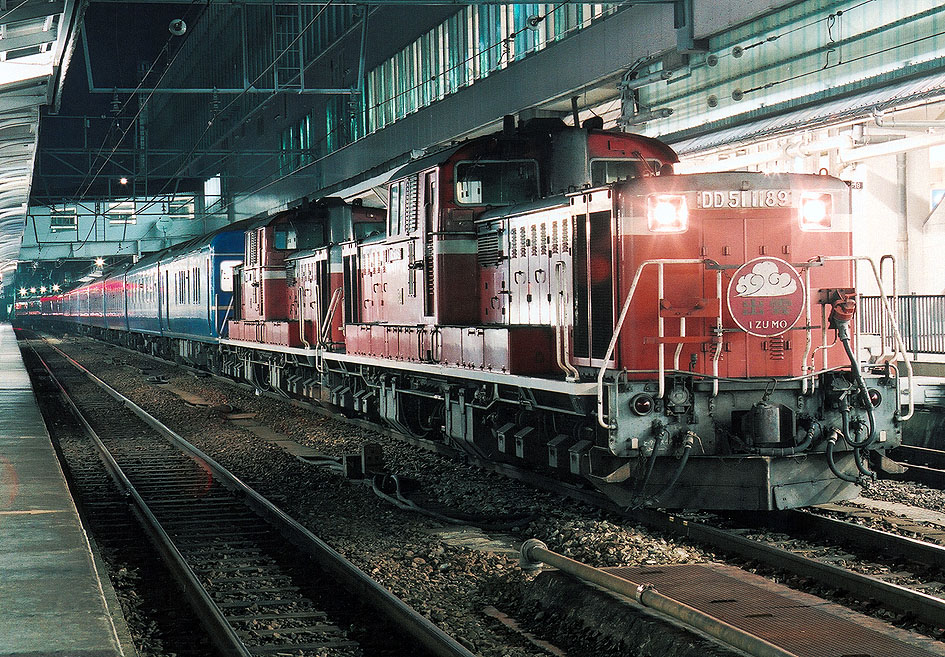
伯備線迂回「出雲1号」を牽引するDD51 1189号機（岡山駅）
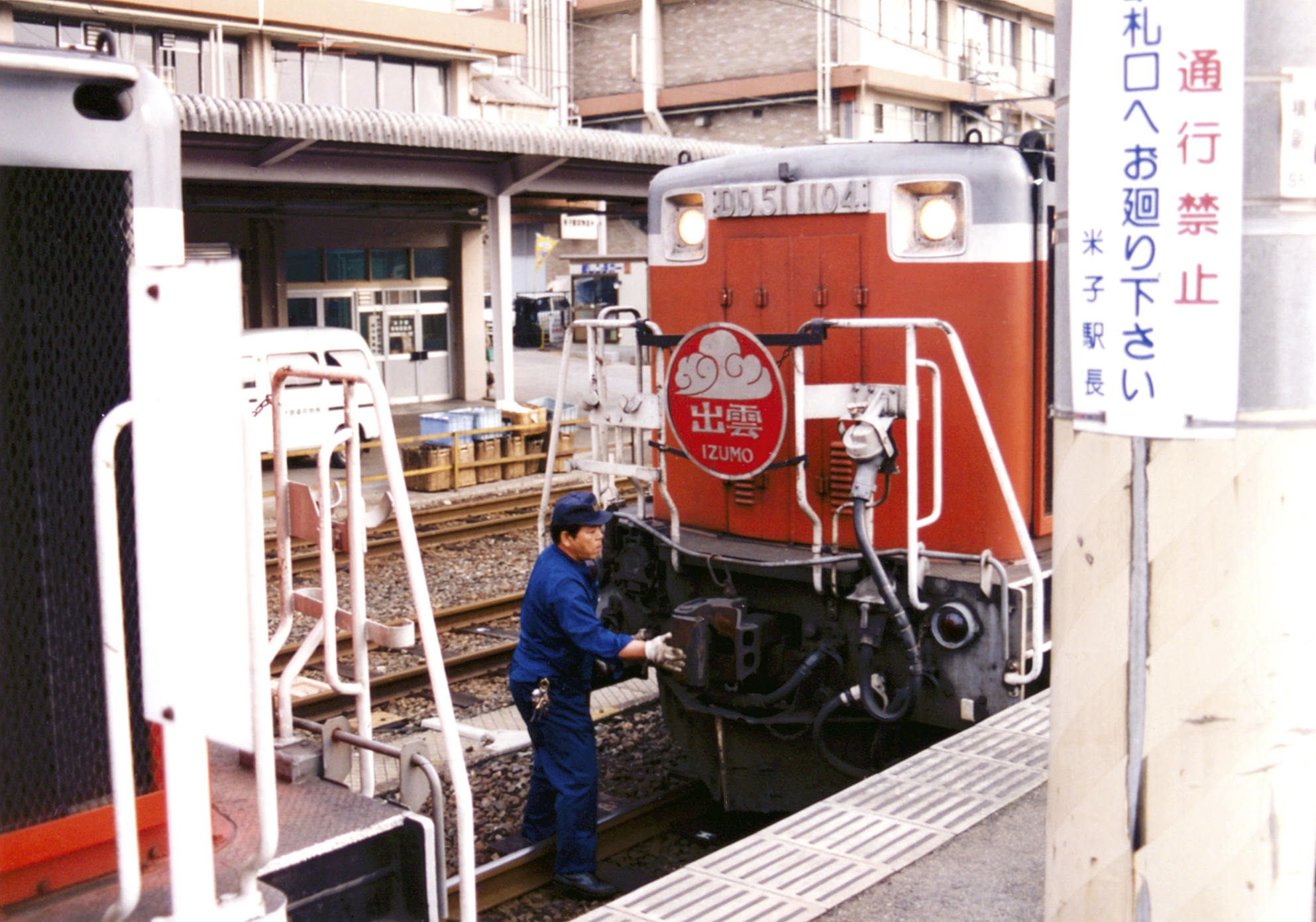
伯備線迂回後米子駅で補機を解放。出雲市駅まで「出雲1号」を牽引するDD51 1104号機（1995年5月4日 米子駅）

また、1987年から翌1988年にかけての一時期、出雲市行きの「出雲」3号は、毎日運転の臨時普通列車として出雲市 → 知井宮（現・西出雲）間で延長運転を行っていた。「出雲」3号の車両を回送する際の間合い運用であったが、寝台特急列車の末端区間を普通列車として運転するのは極めて珍しい事例であった。

### いなば
「出雲」の混雑緩和のために1975年3月から1978年10月まで東京 - 米子間で運転されていた寝台特急列車である。「あさかぜ」の1往復削減で捻出された14系客車が使用された8両編成であった。同じ14系客車を使う「さくら」「みずほ」と共通運用を組む関係上、食堂車が編成に組み込まれていたが、食堂車は営業を休止していた。
東京 - 名古屋間では、特急「紀伊」と併結運転された。また、名古屋駅で「紀伊」と増解結を行うが下りが2時台（運転停車）、上りが0 - 1時台に作業を行うために作業中の連結器の衝撃音で目を覚ます乗客からの苦情が絶えなかった。
牽引機は東京 - 京都間がEF58形、京都 - 米子間がDD51形であった。
1978年10月に運行区間が東京 - 出雲市間に延長されたことにより、「出雲」2・3号に改称した。

## 首都圏対山陰地方優等列車沿革

### 戦前・戦後の山陰夜行列車「いずも」から「出雲」へ
- 1928年（昭和3年）12月25日：大阪 - 米子 → 浜田間（福知山線・山陰本線経由）で準急407・408列車（料金不要、戦後では快速列車に相当する）が運行開始。
  - 山陰本線・福知山線にはそれまで優等列車が存在せず、これが両線で初めての速達列車となった。列車愛称はなかった。
- 1934年（昭和9年）12月1日：準急407・408列車の運行区間が大阪 - 出雲今市（現・出雲市）間に短縮される。
- 1935年（昭和10年）3月15日：準急407・408列車が急行列車になり、401・402列車に変更され、運行区間は大阪 - 大社間に延長される。
  - 上り列車は同区間では最速となり8時間20分を要した。また、二等車との合造車ではあるが和食堂車が連結された。
- 1943年（昭和18年）2月：太平洋戦争の激化に伴い、急行401・402列車が廃止され、大阪 - 出雲今市間の普通列車になる。
- 1947年（昭和22年）6月29日：大阪 - 大社間で準急列車が運行開始。この時点でもまだ列車名はなかった。
- 1951年（昭和26年）
  - 11月25日：大阪 - 大社間の準急が、運行区間・列車種別を東京 - 大社間の急行に変更される（東京 - 大社間は3両で「せと」と併結運転、大阪 - 大社間は6両で、大阪駅で増解結）。
  - 12月2日：東京 - 大社間の急行列車に「いずも」の列車名が付与される。
- 1954年（昭和31年）10月1日：「いずも」の運行区間が、東京 - 大社・浜田間に延長（東京 - 大社間は3両で「せと」と併結運転、大阪 - 大社間は6両で、大阪駅で増解結。出雲今市 - 浜田間は快速列車。）。
- 1956年（昭和31年）11月19日：列車名が「いずも」から「出雲」に改称。急行「せと」との併結を取りやめ、単独運転になる。
- 1961年（昭和36年）3月1日：全区間が急行列車になる。

### 東京対山陰直通夜行列車「出雲」の変遷
- 1961年（昭和36年）10月1日：サンロクトオのダイヤ改正により、「出雲」の運行区間が東京 - 大社間に変更され、京都 - 福知山間は福知山線経由から山陰本線経由に変更。
  - 東海道本線では東京 → 名古屋間で南紀観光団体専用列車を、京都 → 東京間で寝台急行「金星」と併結運転。
- 1964年（昭和39年）10月1日：東海道新幹線開業に伴うダイヤ改正（1964年10月1日国鉄ダイヤ改正）に伴い、「出雲」は全区間を単独運転にする。この際、編成のほとんどが寝台車と座席指定席の座席車で組成されることとなり、東京 - 米子間では食堂車も連結された。食堂営業は特急「出雲」への格上げを経て国鉄分割民営化後の1987年（昭和62年）5月まで一貫して日本食堂米子営業所が担当した。
- 1972年（昭和47年）3月15日：山陽新幹線新大阪 - 岡山間の開業によるダイヤ改正（1972年3月15日国鉄ダイヤ改正）により、「出雲」が特急列車になる。車両は20系客車が使用され、食堂車は全区間で連結に変更された。
- 1975年（昭和50年）3月10日：山陽新幹線博多駅延伸に伴うダイヤ改正（1975年3月10日国鉄ダイヤ改正）により、次のように変更。
  1. 「出雲」に24系客車が投入される（当時の編成図）。オシ14形からの改造車オシ24形100番台食堂車の連結を開始電源車＆荷物車にカニ24形0番台の使用を開始
  2. 東京 - 米子・出雲間で寝台特急「いなば」が運行開始（当時の編成図）。急行「銀河」1往復が廃止され、そのダイヤを利用して運転されたこともあって東京 - 名古屋間では同ダイヤ改正で特急となった「紀伊」と併結運転。
- 1976年（昭和51年）10月1日：ダイヤ改正（1976年のダイヤ改正）により「出雲」が24系24形客車から24系25形に置き換え。「はやぶさ」「富士」とともに東京発着の定期寝台特急初の2段B寝台投入。1人用個室A寝台も同時に連結開始。このA寝台1人用個室には当初愛称がなかったが、1986年（昭和61年）3月3日に「シングルデラックス」と命名される（当時の編成図）[注釈 3]。食堂車のみオシ24形を使用と1人用Ａ個室寝台車オロネ25形０番台の連結と電源車＆荷物車はカニ24形100番台を連結開始
- 1978年（昭和53年）
  - 1月：食堂車を浜田駅までの本編成から出雲市駅までの付属編成へと変更（当時の編成図）。
  - 10月2日：ダイヤ改正（1978年10月白紙ダイヤ改正）により「いなば」が東京 - 出雲市間に延長され「出雲」2・3号に、「出雲」は1・4号にそれぞれ改称。同改正に前後して「出雲」1・4号は東京 - 京都間の牽引機をEF65形500番台からEF65形1000番台に置き換え。
    - この時期から「出雲」ほか日食米子営業所担当の食堂車に「大山おこわ定食」などの郷土メニューが登場する。
- 1980年（昭和55年）10月：「出雲」2・3号の東京 - 京都間の牽引機が、EF58形からEF65形1000番台に置き換えられる。
- 1982年（昭和57年）7月1日：「出雲」3・2号の停車駅が玉造温泉駅から宍道駅に差し替えられる。
- 1984年（昭和59年）2月1日：ダイヤ改正（1984年2月1日国鉄ダイヤ改正）により「紀伊」が廃止され、「出雲」2・3号は単独運転になって客車の運用を「さくら」「みずほ」の編成と分離、食堂車をB寝台車に置き換えた8両編成になる。この編成変更によって捻出された食堂車（オシ14形）3両は2両が「はやぶさ」の「ロビーカー」、1両がジョイフルトレイン「ホリデーパル」の種車として使用された[19]。
  - また時期を並行し、使用する14系B寝台車を2段化改造、約半年後に完了。
- 1985年（昭和60年）3月14日：ダイヤ改正（1985年3月14日国鉄ダイヤ改正）によりスピードアップが図られ、特に「出雲」2・3号は東京 - 出雲市間の所要時間が下り（3号）で34分、上り（2号）では68分の時間短縮となり上下とも13時間40分台での運転となった[20]。同改正では1970年代以降一部の列車や区間に限られていた寝台特急のヘッドマーク取り付けが全列車・全区間で実施されることとなり、「出雲」もDD51形が新たなヘッドマーク取り付けの対象となった。
- 1986年（昭和61年）11月1日：国鉄分割民営化に先立って行われたダイヤ改正（1986年11月1日国鉄ダイヤ改正）により、「出雲」2・3号の車両受持ちが品川運転所から出雲運転区に変更。なお「出雲」１・４号の車両受持ちは品川運転所が担当。

### 国鉄分割民営化後の展開
- 1987年（昭和62年）3月3日「出雲」１・４号に電源車＆荷物車のカニ2４形100番台とB寝台車のオハネフ25形100番台と200番台とオハネ２5形０番台とオハネ２５形100番台と200番台を種車にしたグレードアップしたグレードアップ車両の連結を開始オシ24形０番台（２両）からの改造車オシ24形700番台食堂車の連結を開始Ａ寝台車のみオロネ25形０番台（３両）からの一人用Ａ個室寝台車オロネ25形０番台を使用4月１日：国鉄分割民営化に伴い、「出雲」1・4号はJR東日本が、「出雲」2・3号はJR西日本が管轄する共同運行列車になる。
  - 6月1日：「出雲」1・4号の食堂車の担当を日本食堂本社（上野営業所）に移行。なお、人気が高い限定メニュー「大山おこわ定食」の販売は1988年（昭和63年）6月30日まで続けられる。
- 1989年（平成元年）3月1日：「出雲」2・3号に3段式B寝台車が1両のみ復活[21]。前年に現れた高速バスに価格対抗した[21]「出雲B3きっぷ」が山陰側で発売されるのに合わせたもの。
- 1991年（平成3年）ト
  - 3月：「出雲」2・3号に1人用B寝台個室「シングルツイン」、2人用B寝台個室「ツイン」を連結。なお、A寝台は開放式から1人用A寝台個室「シングルデラックス」へ変更。
  - 6月1日：「出雲」1・4号の食堂車が営業を休止して売店営業に差し替える。その理由は、朝食時間帯の食堂営業が下りは1時間30分と短いばかりか上りでは東京到着が7時台と営業としては成立できないことに加え、郷土メニュー廃止などで夕食時間帯の食堂利用者が減少した面もあった。
- 1993年（平成5年）9月1日：山陰本線園部 - 福知山間電化・高速化工事に伴い、下り「出雲」1号のみ伯備線経由に変更[22]。
- 1994年（平成6年）12月3日：品川運転所の車両無配置化に伴い「出雲」1・4号の受持ちが尾久客車区（現・尾久車両センター）に変更。
- 1995年（平成7年）
  - 1月17日 - 3月31日：阪神・淡路大震災により「出雲」1・4号の運転を取りやめ。これによって使用されない機関車は「なは」「あかつき」の迂回運転用に捻出[23]。
  - 4月1日 - 4月16日：「出雲」2号は「出雲」4号の時刻で運転。臨時列車「出雲」84号は「出雲」2号の時刻で運転される[23]。
  - 12月1日：「出雲」1号が元の山陰本線経由に変更[24]。

### 「サンライズ出雲」の登場と「出雲」の終焉
- 1998年（平成10年）7月10日：285系電車の投入により、以下のように変更。
  1. 「出雲」2・3号は285系電車投入の上で、山陽本線・伯備線経由の「サンライズ出雲」に変更。東京 - 岡山間は「サンライズ瀬戸」と併結。
  2. 「出雲」1・4号は出雲市 - 浜田間の運行を終了の上で号数表記を廃止。列車番号を初めて東京対九州寝台特急群と同じ下り出発順に番号を改めた。
    - なお、この改正で、客車「出雲」のダイヤは旧3・4号の時間帯となり、特に下りは名古屋駅から山陰方面への直通利用ができなくなったため、名古屋の民放局で「サンライズの名古屋飛ばし」とニュース報道した局があった。また、日本レストランエンタプライズによる売店営業は同年8月22日[要出典]から下りの営業時間が短い事などで中止され、連結されていた食堂車は「フリースペース」として使用された。ただし、その後も浜坂 → 鳥取間では車内販売員が乗り込む形で弁当類を販売したほか、2006年（平成18年）3月1日 - 3月17日の最終運転までの間は弁当とグッズ中心の売店営業を出雲市 - 鳥取間で行った。

| 所属     | 出雲運転区                       | 出雲運転区                       | 出雲運転区                       | 出雲運転区                       | 出雲運転区                    | 出雲運転区                    | 出雲運転区                    | 出雲運転区                    |
| 号車     | 1                                | 2                                | 3                                | 4                                | 5                             | 6                             | 7                             | 8                             |
| 客車形式 | スハネフ14 23                    | オロネ14 301                     | オハネ14 301                     | オハネ14 5                       | オハネ14 28                   | オハネ14 38                   | オハネ14 26                   | スハネフ14 15                 |
| 機関車   | 東京 → 京都間：EF65 1101（田端） | 東京 → 京都間：EF65 1101（田端） | 東京 → 京都間：EF65 1101（田端） | 東京 → 京都間：EF65 1101（田端） | 京都 → 出雲市間：DD51（後藤） | 京都 → 出雲市間：DD51（後藤） | 京都 → 出雲市間：DD51（後藤） | 京都 → 出雲市間：DD51（後藤） |

| 所属     | 出雲運転区                    | 出雲運転区                    | 出雲運転区                    | 出雲運転区                    | 出雲運転区                       | 出雲運転区                       | 出雲運転区                       | 出雲運転区                       |
| 号車     | 1                             | 2                             | 3                             | 4                             | 5                                | 6                                | 7                                | 8                                |
| 客車形式 | スハネフ14 44                 | オロネ14 302                  | オハネ14 303                  | オハネ14 56                   | オハネ14 37                      | オハネ14 27                      | オハネ14 31                      | スハネフ14 14                    |
| 機関車   | 出雲市 → 京都間：DD51（後藤） | 出雲市 → 京都間：DD51（後藤） | 出雲市 → 京都間：DD51（後藤） | 出雲市 → 京都間：DD51（後藤） | 京都 → 東京間：EF65 1113（田端） | 京都 → 東京間：EF65 1113（田端） | 京都 → 東京間：EF65 1113（田端） | 京都 → 東京間：EF65 1113（田端） |

- 1999年（平成11年）12月4日：下りの停車駅に新見駅を追加[25]。
- 2002年（平成14年）3月23日：上りも新見駅に停車[26]。
- 2005年（平成17年）3月1日：ブルトレ便が廃止。
- 2006年（平成18年）3月18日：ダイヤ改正により次のように変更[16]。
  1. 客車寝台特急「出雲」が廃止。
  2. 停車駅に上郡駅を追加し、「スーパーいなば」91・92号（サンライズリレー号）と上郡駅で接続（特急券の乗り継ぎ料金制度はない）。
  3. 鳥取 - 米子間については「出雲」の時間帯に「スーパーまつかぜ」が1往復増発[27]。

| 編成     | 基本編成：東京 → 出雲市間        | 基本編成：東京 → 出雲市間        | 基本編成：東京 → 出雲市間        | 基本編成：東京 → 出雲市間        | 基本編成：東京 → 出雲市間        | 基本編成：東京 → 出雲市間        | 基本編成：東京 → 出雲市間  | 基本編成：東京 → 出雲市間  | 基本編成：東京 → 出雲市間  | 付属編成：東京 → 米子間    | 付属編成：東京 → 米子間    | 付属編成：東京 → 米子間    |
| 所属     | 尾久車両センター                 | 尾久車両センター                 | 尾久車両センター                 | 尾久車両センター                 | 尾久車両センター                 | 尾久車両センター                 | 尾久車両センター           | 尾久車両センター           | 尾久車両センター           | 尾久車両センター           | 尾久車両センター           | 尾久車両センター           |
| 号車     | 電源車                           | 1                                | 2                                | 3                                | 4                                | 5                                | 6                          | 7                          | 8                          | 9                          | 10                         | 11                         |
| 客車形式 | カニ24 110                       | オロネ25 10                      | オハネ25 221                     | オハネ25 35                      | オハネフ25 122                   | オシ24 701                       | オハネ25 209               | オハネ25 150               | オハネフ25 203             | オハネ25 146               | オハネ25 36                | オハネフ25 123             |
| 機関車   | 東京 → 京都間：EF65 1109（田端） | 東京 → 京都間：EF65 1109（田端） | 東京 → 京都間：EF65 1109（田端） | 東京 → 京都間：EF65 1109（田端） | 東京 → 京都間：EF65 1109（田端） | 東京 → 京都間：EF65 1109（田端） | 京都 → 出雲市間：DD51 1179 | 京都 → 出雲市間：DD51 1179 | 京都 → 出雲市間：DD51 1179 | 京都 → 出雲市間：DD51 1179 | 京都 → 出雲市間：DD51 1179 | 京都 → 出雲市間：DD51 1179 |

| 編成     | 基本編成：出雲市 → 東京間  | 基本編成：出雲市 → 東京間  | 基本編成：出雲市 → 東京間  | 基本編成：出雲市 → 東京間  | 基本編成：出雲市 → 東京間 | 基本編成：出雲市 → 東京間 | 基本編成：出雲市 → 東京間 | 基本編成：出雲市 → 東京間 | 基本編成：出雲市 → 東京間        | 付属編成：米子 → 東京間          | 付属編成：米子 → 東京間          | 付属編成：米子 → 東京間          |
| 所属     | 尾久車両センター           | 尾久車両センター           | 尾久車両センター           | 尾久車両センター           | 尾久車両センター          | 尾久車両センター          | 尾久車両センター          | 尾久車両センター          | 尾久車両センター                 | 尾久車両センター                 | 尾久車両センター                 | 尾久車両センター                 |
| 号車     | 電源車                     | 1                          | 2                          | 3                          | 4                         | 5                         | 6                         | 7                         | 8                                | 9                                | 10                               | 11                               |
| 客車形式 | カニ24 112                 | オロネ25 9                 | オハネ25 224               | オハネ25 145               | オハネフ25 126            | オシ24 702                | オハネ25 226              | オハネ25 141              | オハネフ25 128                   | オハネ25 144                     | オハネ25 214                     | オハネフ25 204                   |
| 機関車   | 出雲市 → 米子間：DD51 1186 | 出雲市 → 米子間：DD51 1186 | 出雲市 → 米子間：DD51 1186 | 出雲市 → 米子間：DD51 1186 | 米子 → 京都間：DD51 1179  | 米子 → 京都間：DD51 1179  | 米子 → 京都間：DD51 1179  | 米子 → 京都間：DD51 1179  | 京都 → 東京間：EF65 1100（田端） | 京都 → 東京間：EF65 1100（田端） | 京都 → 東京間：EF65 1100（田端） | 京都 → 東京間：EF65 1100（田端） |

- 2009年（平成21年）9月30日：岡山 - 新見間で行われていた車内販売の営業を終了。
- 2010年（平成22年）3月13日：上郡駅の停車を取り止め[28]。
- 2014年（平成26年）12月28日 - ：年末年始や夏休みの臨時列車が運転される。
- 2015年（平成27年）
  - 3月13日：東京発の下り列車をもってJR西日本米子車掌区の車掌による東京駅までの越境乗務が終了。
  - 3月14日：備中高梁駅に新規停車を開始。「北斗星」が臨時列車になったため、併結相手の「サンライズ瀬戸」とともにJRで唯一の定期寝台特急であり、JR在来線の定期旅客列車としては最長走行距離列車となった。[注釈 4]
- 2016年（平成28年）
  - 3月21日：臨時寝台特急「カシオペア」が運行を終了し、「サンライズ瀬戸」とともにJR線で最後の定期運行（臨時を含めて定期的な運転で移動を目的とする列車を含む）を行う寝台特急列車となった。
  - 3月22日：急行「はまなす」の最終運行が終わり[注釈 5]、「サンライズ瀬戸」とともにJR線で最後の定期運行を行う夜行列車となった。
- 2018年（平成30年）7月6日 - 31日：平成30年7月豪雨により、全区間で運休となる[29][30][31][32]。
  - 8月1日：全区間で運転再開。これに伴い、岡山駅での「サンライズ瀬戸」との分割・併合も復活[33][34][35]。
- 2021年 (令和3年）3月13日：同日のダイヤ改正で、東京駅の発時刻を「サンライズ出雲」運転開始時から続いてきた22時00分[36] から21時50分に繰り上げ[37]。
- 2024年 (令和6年) 8月29日：使用車両である285系が検査のため後藤総合車両所構内を移動中、留置していた廃車予定の381系と接触。修繕のため10月14日から一部の「サンライズ出雲」が運休となる[38][39]。

## 同列車の作品化

### 小説
- 松本清張『砂の器』 - 映画版では「まつかぜ」であった。
- 鮎川哲也『急行出雲』 - 1960年発表の作品のため、運行区間が東京 - 大社・浜田間の時代。
- 西村京太郎『夜行列車殺人事件』
- 西村京太郎『寝台特急八分停車』

### 漫画
- 高橋遠州・永松潔著『テツぼん』83話「そうだ、出雲へ行こう」
- 原作:小林立・作画:五十嵐あぐり『シノハユ the dawn of age』11話「はやり(4)」

### テレビドラマ
- 西村京太郎トラベルミステリー - 『寝台特急八分停車』では「出雲」が、2008年9月27日に放送された『山陽 - 東海道連続殺人ルート』では「サンライズ出雲」がそれぞれ舞台となった。

### 映画
- 『釣りバカ日誌スペシャル』 - 「出雲3号」が登場。